# Match contre la mort
Pour plus de détails, voir Fiche technique et Distribution.
Match contre la mort est un film français réalisé par Claude Bernard-Aubert et sorti en 1959.

## Synopsis
Le couple Lourmel participe à la dernière épreuve d'un jeu télévisé : la femme doit répondre à des questions ; en cas de défaillance, son mari pilote une voiture de course pour rattraper les minutes perdues. Quelques instants avant le début de l'émission, un appel téléphonique apprend à Lourmel que son fils de six ans a été enlevé et que le montant de la rançon correspond à la somme devant être gagnée dans le cadre du jeu.

## Fiche technique
- Titre : Match contre la mort
- Réalisation : Claude Bernard-Aubert, assisté de Raoul Sangla
- Scénario : Pierre Bellemare, Claude Olivier, Jean-Paul Rouland
- Dialogues : Claude Accursi
- Photographie : Jean Isnard
- Musique : André Hodeir, Martial Solal
- Montage : Gabriel Rongier
- Son : André Louis
- Décors : Robert Giordani
- Sociétés de production : Les Films du Cyclope - Variety Films
- Directeur de production : René-Gaston Vuattoux
- Pays de production :  France
- Durée : 77 minutes
- Genre : Drame
- Date de sortie : 
  - France : 2 décembre 1959

## Distribution
- Gérard Blain : Jacques Lourmel
- Antonella Lualdi : Annie Lourmel
- Pierre Bellemare : l'animateur
- Patricia Karim : Mme Pascal
- Roger Couderc : le reporter
- Francis Blanche : Mr Pascal
- Doudou Babet : le mécanicien
- Achille Zavatta : Le clown
- Jacques Marin
- Franco Interlenghi : Le gangster
- Jean-Marie Proslier
- Jean-Paul Rouland : Le chauffeur 1900
- Max Montavon
- Sacha Briquet
- Alain Roulleau : Patrick